# Pulicaria dysenterica
La hierba de gato  (Pulicaria dysenterica) es una planta de la familia de las asteráceas.

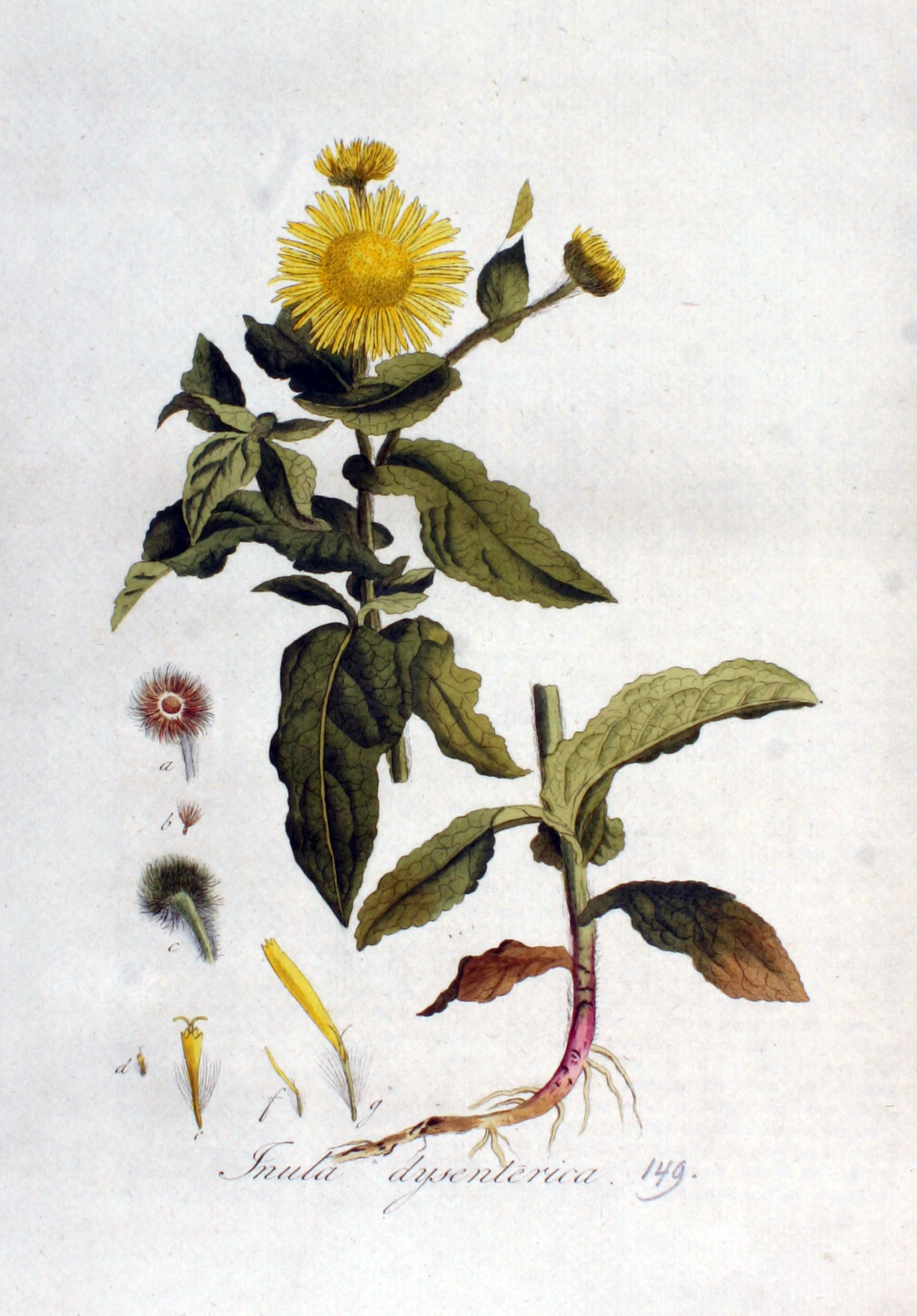
Ilustración

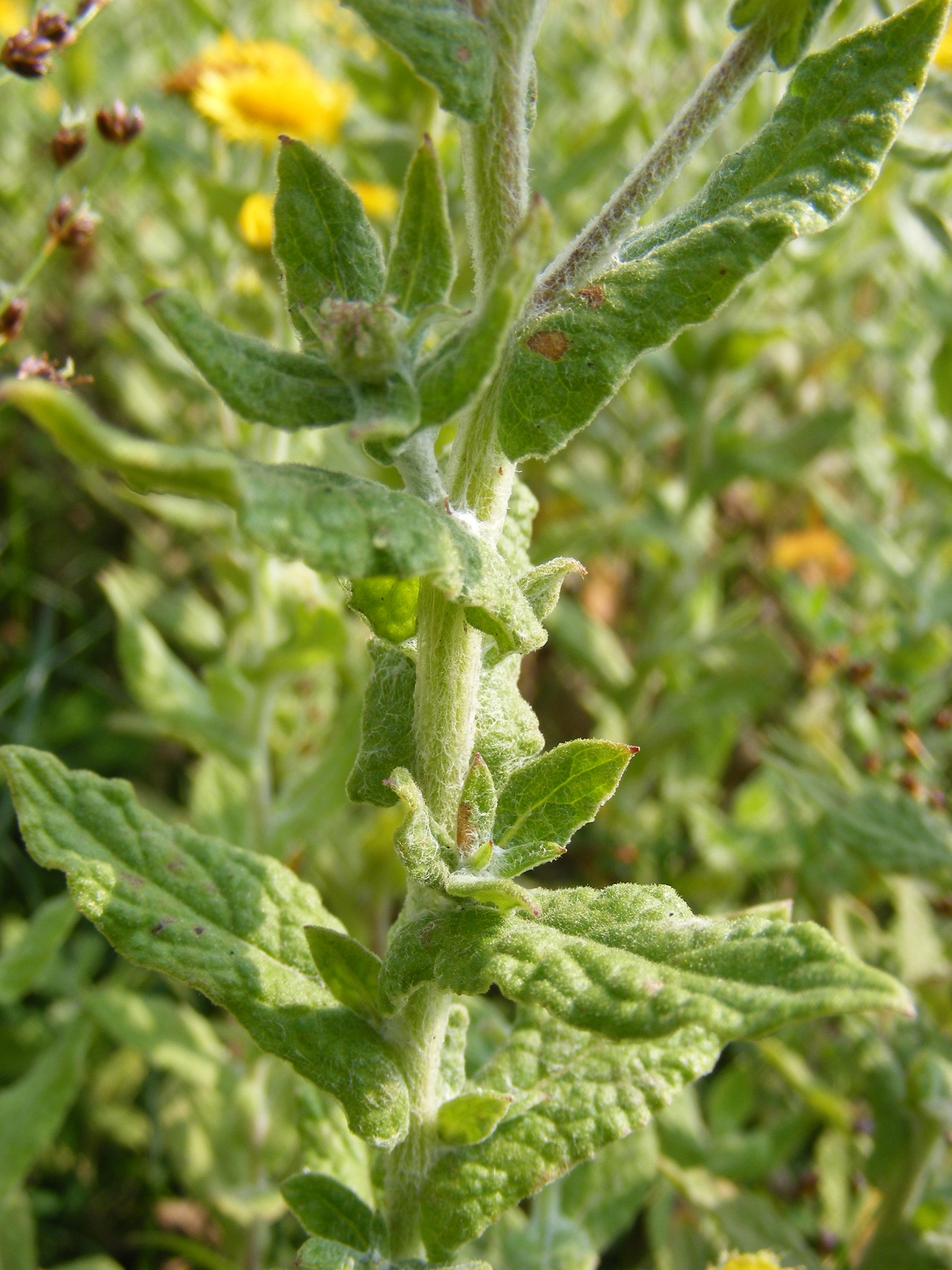
Vista de la planta

## Caracteres
Planta vivaz, de 20-70 cm de alto, ramificada por arriba, formando vástagos de suave fragancia. Tallo de vellosidad lanosa por arriba. Hojas basales pecioladas, marchitas en la floración. Hojas caulinares alternas, lanceoladas, de 2-5 cm de largo, con la base acorazonada hasta en forma de flecha, rodeando el tallo, aserradas, verdes, ásperas por el haz, por el envés tomentosas de gris. Numerosas cabezuelas de 1,5-3 cm de ancho, semiesféricas. Pedúnculos de las cabezuelas de 1,5,2,5 cm de largo, con un hipsofilo como máximo. Involucro de varias capas. Brácteas involucrales más o menos punzantes y más o menos lanosas y glandulosas. Lígulas amarillas doradas, sobresaliendo unos 5 mm del involucro. Flósculos amarillos. Frutos de 1,5 mm de largo, con 14-20 cerdas rodeadas de una corona membranosa. Florece en verano.

## Distribución y hábitat
Mediterráneo y en el norte hasta Europa central. Praderas húmedas, pantanos, zanjas.

## Importancia económica y cultural
Usos
Antihistamínica ( previene el broncoespasmo) y cardioestimulante. Popularmente se emplea como antibacteriana en el tratamiento de las diarreas y como antidisentérica.
Dosis: Infuso al 2 %, 2-3 tazas/día después de las comidas. No deben endulzarse los infusos, debiendo guardar régimen en el caso de que se administre para tratar diarreas y disenterías.
Parte utilizada: Sumidad aérea.
Principios activos
Polienos y poliínos. Flavonoides y ácidos fenólicos.

## Taxonomía
Pulicaria dysenterica fue descrita por (L.) Bernh.  y publicado en Systematisches Verzeichnis 153. 1800.
Citología
Número de cromosomas de Pulicaria dysenterica (Fam. Compositae) y táxones infraespecíficos: 2n=20.
Etimología
Pulicaria: nombre genérico que deriva del latín pulicarius para «como una pulga»
dysenterica: epíteto latíno que significa «disentérica».
Varieadades aceptadas
- Pulicaria dysenterica subsp. dysenterica
- Pulicaria dysenterica subsp. uliginosa Nyman

Sinonimia
- Pulicaria uliginosa Stev. ex DC.[4]
- Aster dysentericus (L.) Scop.
- Diplopappus dysentericus (L.) Bluff & Fingerh.
- Pulicaria dysenterica var. dysenterica[7]

## Nombre común
- Castellano: copas de Manzanares, cunígalo, cunilago, cunílago, enola campana borda, hierba de gato, hierba de la diarrea, hierba del gato, hierba pulguera, inula, ojo engarzado, pulguera andaluza, pulicaria, yerba del gato.[4]